# 요한 디하니히
요한 디하니히(독일어: Johann Dihanich, 1958년 10월 24일, 부르겐란트 주 아이젠슈타트 ~)는 오스트리아의 전 축구 선수이다.

## 클럽 경력
본래 라피트 빈의 지지자였던 "한지" 디하니히는 지역 경쟁 구단인 아우스트리아 빈에서 신고식을 치르고 두 차례에 나누어 총 8년을 활약했는데, 중간에 바커 인스브루크에서도 활약했다. 1987년, 그는 그라처로 이적했고, 이후 오스트리아 2부 리그의 푀슈트 린츠를 거쳐 파보리트너에서 은퇴했다.

## 국가대표팀 경력
그는 1980년 10월, 헝가리전에서 오스트리아 국가대표팀 신고식을 치러 총 10번의 국가대표팀 경기에 출전했다. 그는 1982년 월드컵에 오스트리아 선수 명단에 이름을 올렸지만, 한 경기도 출전하지 못했갇.

## 지도자 경력
은퇴 후, 그는 오스트리아 국가대표팀과 GAK의 수석 코치를 역임했고, 하부 리그에서 지도자 생활을 이어갔다.

## 수상
아우스트리아 빈
- 오스트리아 분데스리가: 1978–79, 1979–80, 1980–81, 1984–85, 1985–86
- ÖFB 컵: 1979–80, 1981–82, 1985–86